# Censura homofóbica

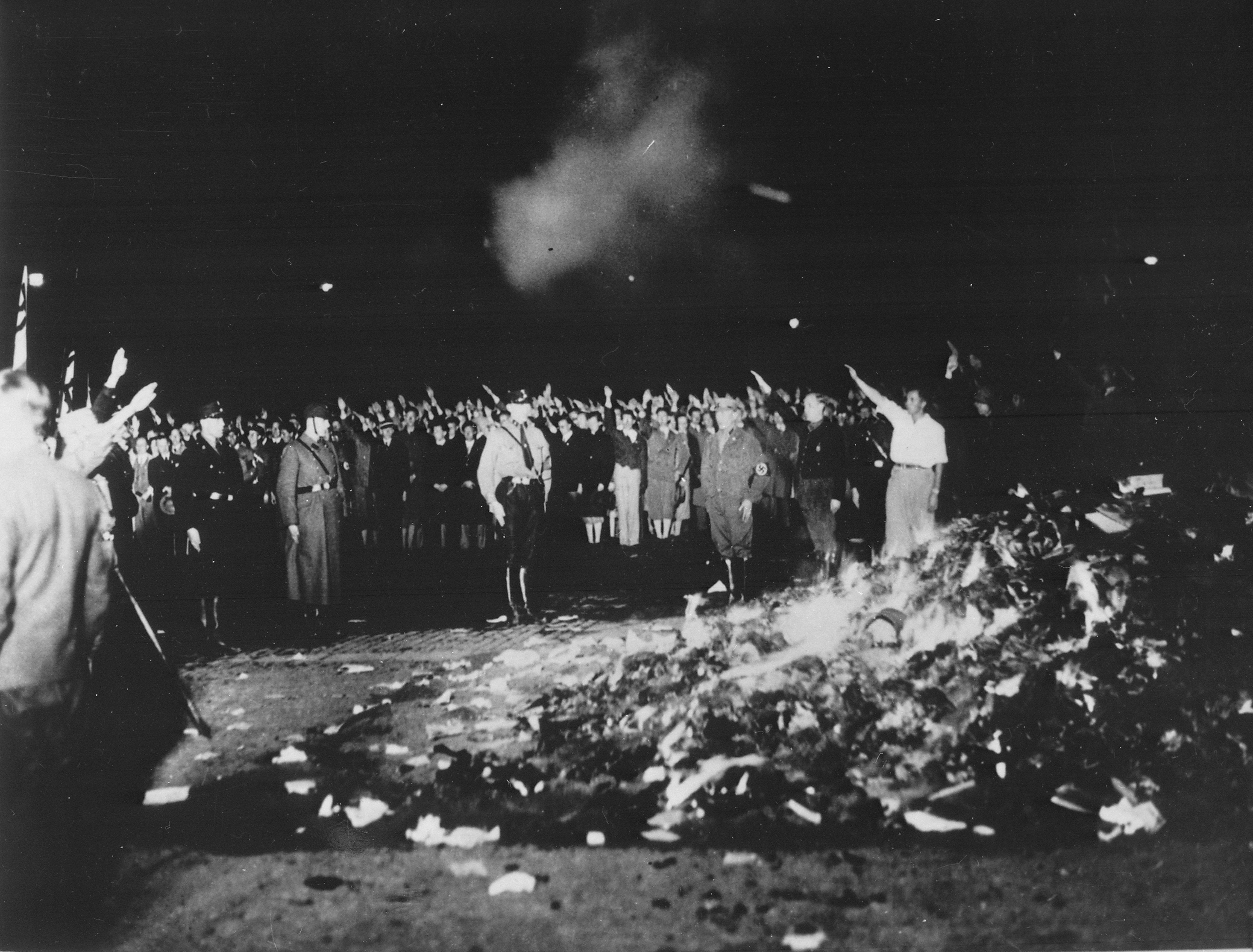
Queima de livros na Praça da Ópera, em Berlim, em 10 de maio de 1933. Em sua maioria procediam do Comitê científico humanitário.

A censura homófobica é um fenômeno que se deu em muitas culturas e que tem como resultado o desaparecimento da homossexualidade ou qualquer comportamento, fenômeno ou cultura LGBT dentro do relato histórico, as biografias e a literatura. Culturalmente, esta atitude repete-se pelo menos desde a Idade Média, quando se falava do pecado nefando, "o vício que não deve se mencionar entre cristãos". O Dicionário Akal da homofobia classifica a censura homofóbica em três grupos: intelectual, institucional e autocensura.
O historiador Rictor Norton afirma que a exclusão da história LGBT não é simplesmente um fato histórico, mas "uma batalha que ainda está sendo lutada", e o compara ao imperialismo cultural histórico, como a destruição dos arquivos da Irlanda pela Inglaterra ou a destruição das bibliotecas maias durante a conquista espanhola.

## Mecanismos

### Leis contra a obscenidade e a censura
A homossexualidade, inclusive em sua vertente não-sexual, tem sido considerada com frequência como obscena e tratada de forma correspondente pela censura. Como a homossexualidade é considerada uma questão sexual, sua exclusão não costuma ter a consideração que têm os problemas sociais, raciais ou políticos, mas se inclui dentro das questões morais ou religiosas. E enquanto algumas representações da heterossexualidade (por exemplo, representações gráficas) também têm sofrido censura, a diferença é que qualquer representação da homossexualidade era censurada, incluindo questões tão banais como simples declarações de amor. Inclusive em tempos mais recentes, historiadores, sociólogos e médicos consideravam os homossexuais como doentes ou desviados, pessoas com hábitos sujos, mais que pessoas com uma cultura.

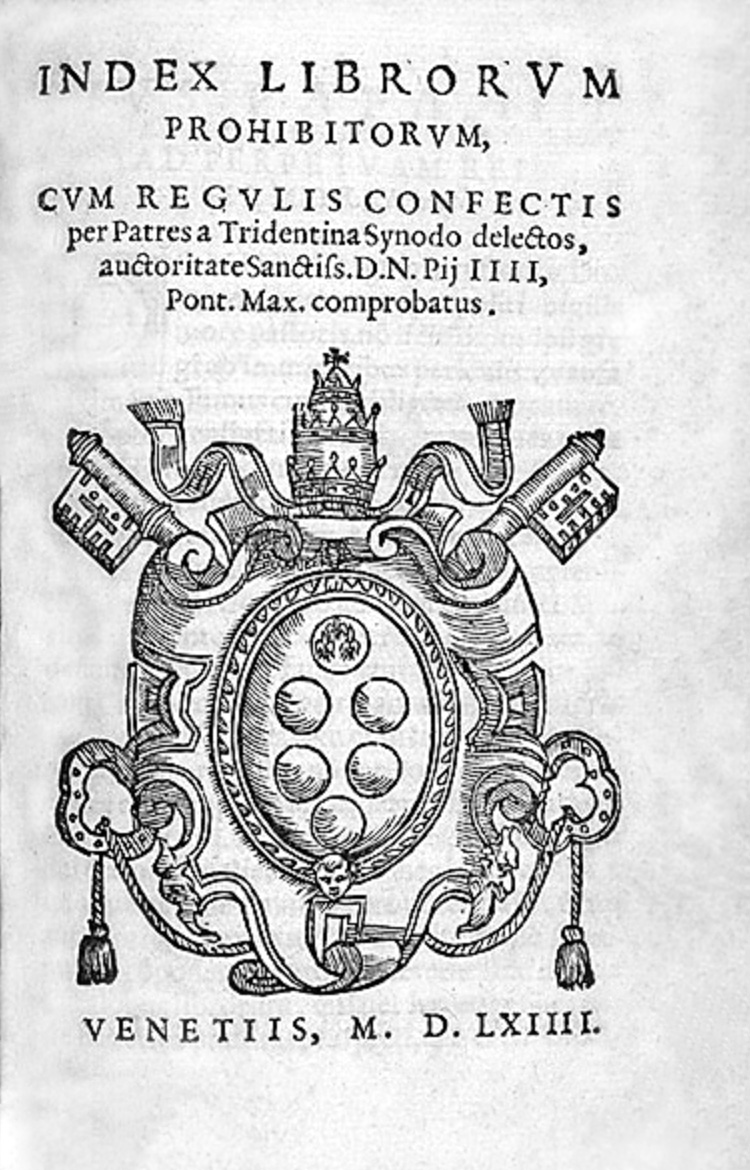
Livro contendo a lista do Index Librorum Prohibitorum (Veneza, 1564)

A censura e a exclusão da literatura homoerótica têm sido avassaladoras no Ocidente e todos os livros acabavam no Index Librorum Prohibitorum. Em 1689, dois livreiros foram presos por vender Sodoma, ou a Quintessência da Devassidão, de John Wilmot. E há muito o que simplesmente não sabemos. Tantas obras desapareceram nos fogos que Savonarola e outros acenderam nas praças de cidades italianas na década de 1490.
Até o século XIX, não houve grande censura institucional contra obras que mencionavam a homossexualidade, já que até então a autocensura tinha sido suficiente. A partir do século XIX, a simples menção da homossexualidade era perigosa. Os poemas lésbicos de As flores do mal, de Baudelaire, foram os primeiros a sofrer o assédio legal. O aparecimento do poço da solidão produziu um escândalo enorme, seguido de um processo legal. Outros artistas que têm sofrido perseguição institucional são Allen Ginsberg, Robert Mapplethorpe, James Baldwin, William Burroughs, Jean Genet, André Gide e Mary Renault.
A revista ONE foi declarada "obscena" em 1957, o que impediu que fosse distribuída pelos correios. A resolução foi revertida pelo Tribunal Supremo em 1958. De fato, a perseguição criou um ambiente hostil à publicação de livros de conteúdo LGBT nas editoriais estadounidenses.
Os regimes totalitários também proibiram a publicação de conteúdos homoeróticos e mesmo a simples menção da homossexualidade. Na Alemanha, com os nazistas no poder, as publicações dedicadas aos homossexuais foram proibidas, o que fez desaparecer todas as revistas gays e lésbicas. Livros de conteúdo explicitamente homossexual também foram proibidos, e sua posse era um delito. Mas os serviços de censura do Reich não eliminaram a publicação de todos os "clássicos" da literatura homoerótica. Na União Soviética, publicar livros com temas homossexuais era praticamente impossível, ainda que às vezes relevado no caso dos samizdat. Autores como Paradzhánov e Trifonov acabaram presos por esse motivo. Em geral, todos os países permitiam textos dedicados às elites (com os parágrafos finque escritos em latim) ou acessíveis só a uma minoria (manuscritos ou cópias feitas à mão).

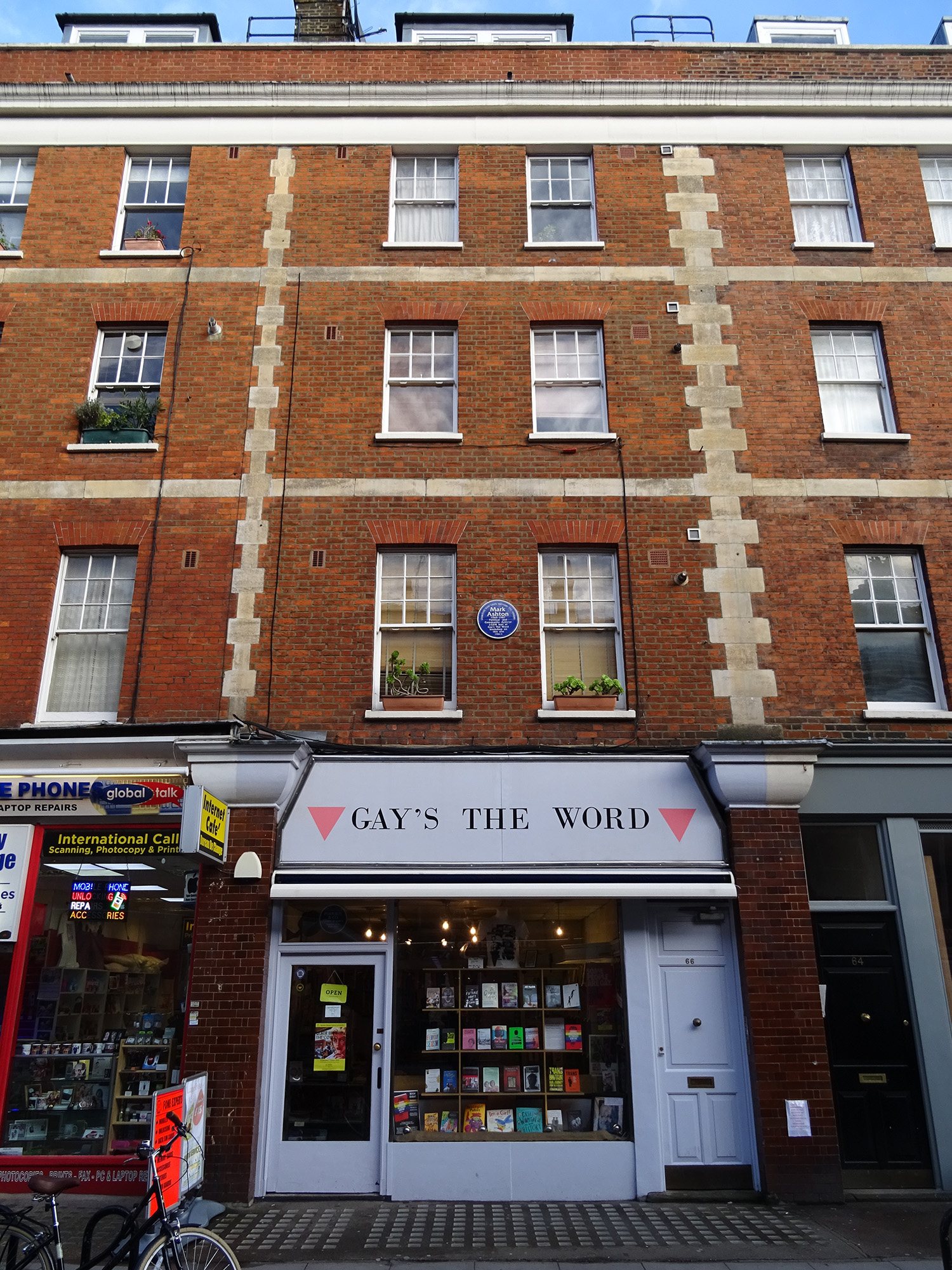
Fachada principal da Gays the Word

Os serviços de aduanas e correios também empregavam as leis contra a "obscenidades" para dificultar ou impedir a distribuição de textos sobre homossexualidade. Por exemplo, a livraria canadense Little Sister's Book and Art Emporium, que processou o serviço de aduana de Canadá em 1986, por impedir a importação de livros e revistas dos Estados Unidos por considerá-los "obscenos"; segundo a lei canadense, cabia ao importador demonstrar que os materiais não eram obscenos. A livraria venceu o processo em 2000, depois de meio milhão de dólares canadenses em despesas judiciais. As aduanas britânicas invadiram a livraria Gay's the Word, de Londres, em 1984, para confiscar produtos que somavam vários milhares de libras. Entre elas, obras de Tennessee Williams, Gore Vidal, Christopher Isherwood e Jean Genet. No Reino Unido, paradoxalmente, podia-se publicar um livro, mas era ilegal importar um livro exatamente igual. A denúncia foi retirada depois que 50.000£ foram angariadas para a defesa. Em 2003, a livraria Gin Gin, em Taiwan, passou por um evento similar.
Em 1949, a França criou uma lei sobre "publicações destinadas à juventude", que proibia a "débauche" ("corrupção", "perversão", "vício") em qualquer publicação dedicada a menores. De fato, segundo a lei, qualquer publicação que pudesse ser vista ou lida por menores podia ser censurada, ainda que a publicação fosse direcionada exclusivamente ao público adulto. Naturalmente, a homossexualidade era considerada o vício por excelência e numerosos autores tiveram problemas, tanto legais, quanto editoriais, como Violette Leduc, Éric Jourdan, Nicolas Genka, Pierre Guyotat, e outros. A revista Gai Pied teve sua distribuição e promoção proibidas em 1987. Na Alemanha, em 1955, com a lei de proteção do menor, a venda pública das revistas homossexuais foi proibida, e as revistas já publicadas passaram a ser clandestinas. Em 1968, só sobreviviam duas revistas: Amigo (publicada na Dinamarca) e Der Weg. Leis similares ainda existem na Europa. Na Lituânia, uma proposta de lei de 2009 incluía a proibição da "propaganda das relações homossexuais, bissexuales ou polígamas" em lugares que pudessem ser vistos por jovens, sem definir o que significava "propaganda". Depois da oposição do Parlamento Europeu e do presidente de Lituânia, a lei foi reformulada para "proibição de difundir informação que pudesse promover relações sexuais ou concepções do casal ou da família diferentes da estabelecida na constituição ou no código civil": sendo que um casal é definido como aquele constituído por uma mulher e um homem. Esta lei é válida em sua forma atual para a população em geral e não está limitada aos menores, e tentou-se usá-la pela primeira vez para proibir a marcha do orgulho de Vilna, capital da Lituânia. Em 2013, adotou-se na Rússia uma lei contra a propaganda homossexual, que levou ao desaparecimento de qualquer expressão da cultura homossexual da esfera pública. Nos Estados Unidos, existem em 8 estados —entre eles Arizona, Alabama e Texas— e em várias cidades leis que proíbem explicar de forma positiva ou inclusive mencionar a homossexualidade nas escolas, as chamadas leis "não promo homo".

### Tergiversação e ocultação
Um dos mecanismos mais característicos desta censura é a ocultação de evidências da homossexualidade dentro das artes, sobretudo nas obras e autores canônicos da literatura mundial, ou sua heterossexualização, realizadas por tradutores, editores, críticos ou biógrafos.

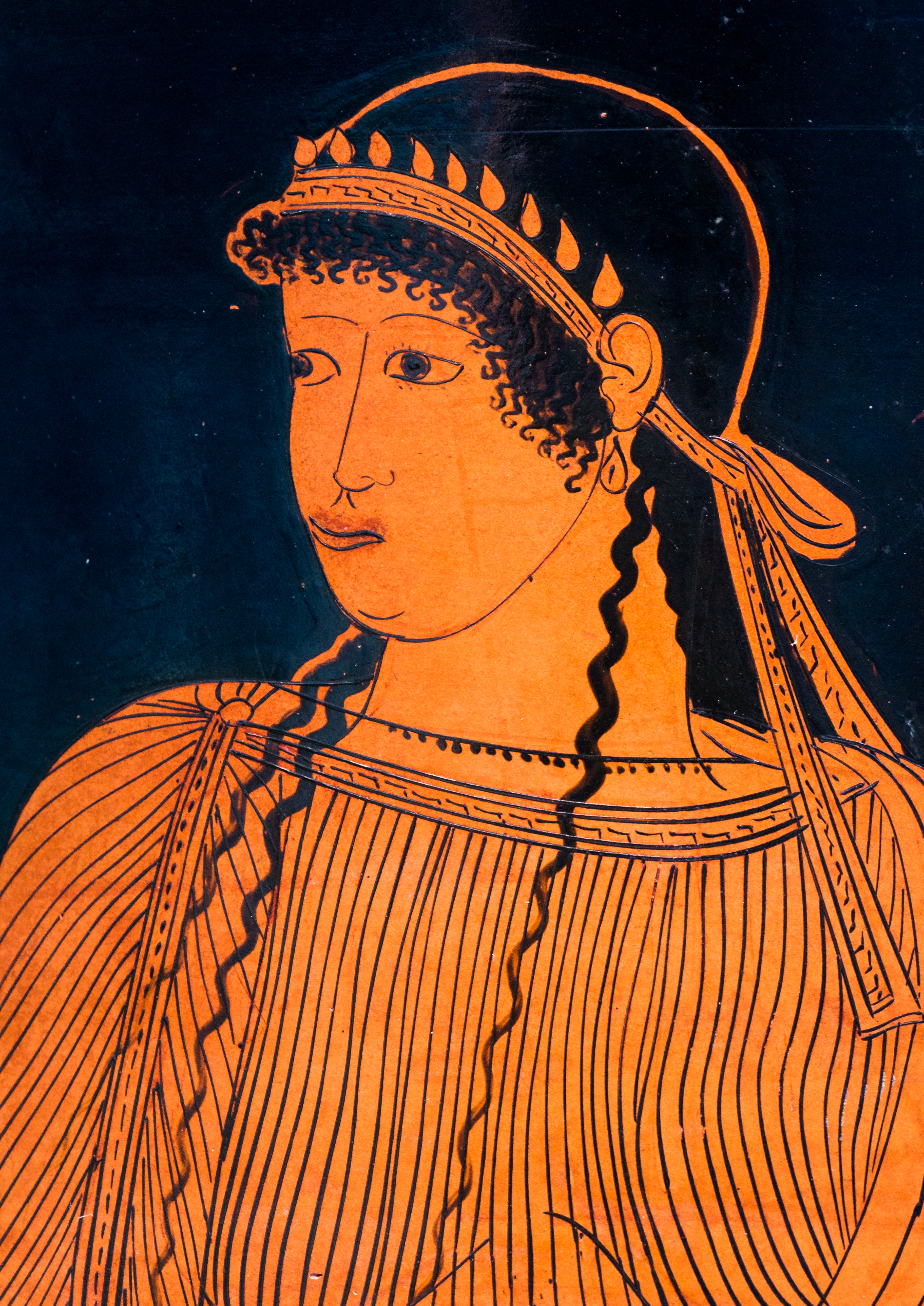
Safo

Por exemplo, existem numerosos casos de heterossexualização de personagens de obras literárias. Os exemplos são inúmeros desde a Antiguidade, e vão desde a invenção de amantes masculinos para Safo, como fez Ovídio ao a converter em amante do marinheiro Phaon, ou posteriormente seu casal com Cercylas ("pene") de Andros ("cidade de homens"), fato que segue sendo usado para demonstrar a heterossexualidade da poetisa. Aristarco eliminou várias linhas da Ilíada que falavam de Aquiles e Patroclo. O fato continuou durante a Idade Média, quando os monges copistas reescriviam a história a partir de um ponto de vista cristão. A tradução medieval da História de Alexandre, o Grande, de Quinto Cúrcio Rufo por Vascão dá Lucena, converteu o amante de Alexandre, Bagoas, em uma mulher. A tradução para o latim de O banquete por Licino converteu o amor entre homens num ato espiritual, eliminando qualquer erotismo. O caso mais famoso é o de Michelangelo, em cujos sonetos foram substituídos todos os pronombres masculinos por femininos dantes de sua publicação póstuma em 1623 por seu sobrinho neto, para ocultar que alguns estavam dedicados a Tommaso dei Cavalieri, chegando inclusive a eliminar 45 poemas apaixonados dedicados a Checchino Bracci. Uma versão correta só foi publicada em 1863. Em 1640, John Benson faria o mesmo com os sonetos de Shakespeare, gerando a única versão disponível durante os 140 anos seguintes. A descoberta de que alguns sonetos de amor de Shakespeare eram dedicados a homens, no final do século XIX , gerou uma negação unânime dos críticos da homossexualidade do dramaturgo, corrente que dominou a crítica até a década de 1980.

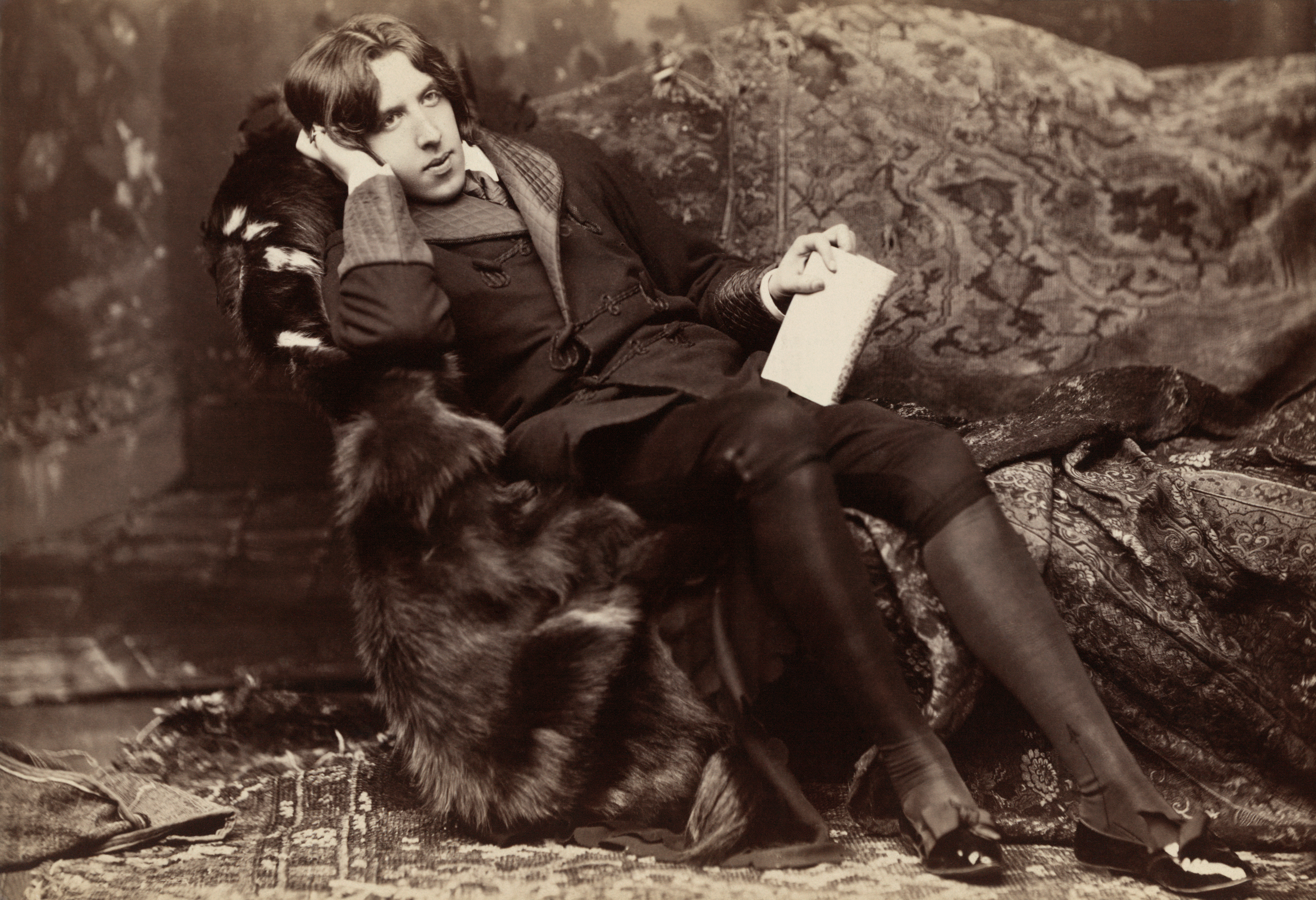
Oscar Wilde

Outro mecanismo recorrente é ignorar bilhetes nos que se fale de homossexualidade ou, simplesmente, não os traduzir. Por exemplo, Tomás de Aquino ignorou um bilhete de Aristóteles que dizia que a homossexualidade é inata, o que contradizia a tese de Aquino de que a homossexualidade seria uma eleição pecaminosa. Nas traduções, também se acrescentavam frases e elementos que não estavam, como mostra o caso de Matteo Ricci, que ao traduzir os dez mandamentos para o chinês, acrescentou "não realizarás coisas depravadas, contra natureza ou sujas". Um exemplo mais recente de ocultação é o De profundis de Oscar Wilde, uma carta a Alfred Douglas, da qual foram eliminadas todas as referências a Douglas e a sua história de amor. Uma edição completa só apareceria em 1962.
Tanto os primeiros lutadores pelos direitos LGBT, como aqueles que o fizeram depois da II Guerra Mundial, logo se deram conta de que os autores gregos e romanos tinham sido incorretamente traduzidos. Todo o relacionado com a homossexualidade tinha sido traduzido com palavras como "lascivo, débil, disoluto, colega, favorito, amigo, boêmio, decadente, petimetre, dândi ou arcadio". Um dos poucos poemas de Safo que tem sobrevivido é o "Hino a Afrodite", que em sua última linha indica que a amada é uma mulher, mas que tem sido convertida num homem de forma consistente em todas as traduções até o século XX. Mas não tem sido só a tradução de obras clássicas as que têm sofrido este tratamento. Traduções de textos chineses também têm sido submetidos a isso: David Hawkes traduziu Long Yang zhi xing como "O vício do cavaleiro Yang", quando a palavra xing é sempre positiva e denota alegria, paixão, desejo e apetite.

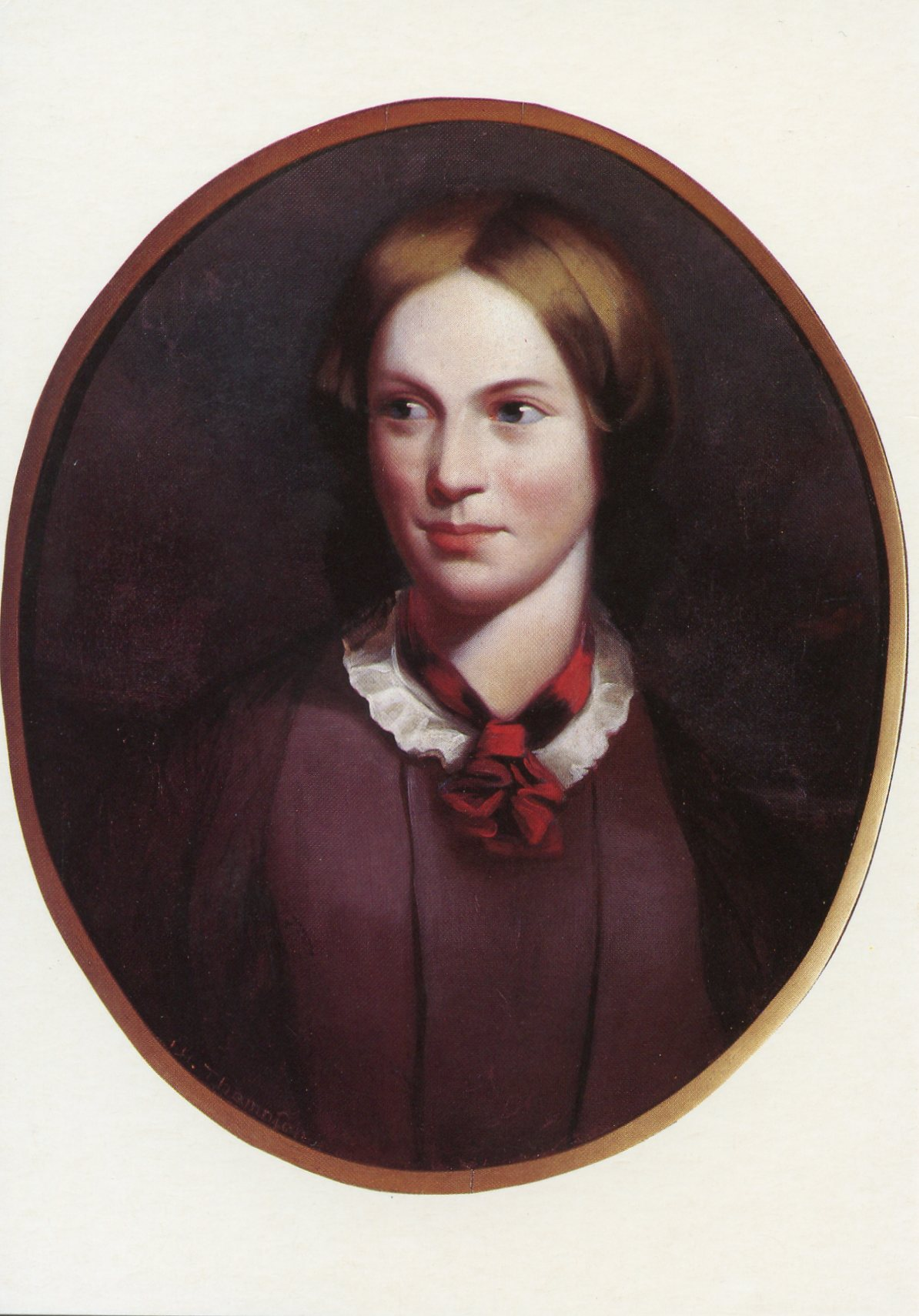
Charlotte Brontë por J. H. Thompson

As biografias de pessoas também costumam ser "enfeitadas" ou manipuladas. Por exemplo, Horatio Alger Jr. era homossexual, fato que não se descobriu até 1971, mas até então, e inclusive posteriormente, se lhe têm atribuído amores com mulheres, episódios detalhados que são completamente inventados. Os sentimentos pelas pessoas do mesmo sexo costumam ser qualificados como "amizade" ou são simplesmente trivializados, enquanto os sentimentos pelas pessoas do sexo oposto são exagerados. Sobretudo mulheres como Charlotte Brontë ou Octavia Hill têm sofrido este tratamento. No caso de Hill, qualifica-se como "o amor de sua vida" o homem com quem teve um compromisso matrimonial que durou um dia, enquanto sua colega por 35 anos, Harriot Yorke, é completamente ignorada. Uma das biografias mais tergiversadas tem sido a de Walt Whitman, cuja homossexualidade foi negada consistentemente até a chegada de críticos literários e biógrafos gays, na década de 1970.
O fato estende-se à pintura. Peter Paul Rubens, ao copiar uma obra de Ticiano, modifica o sexo dos casais masculinos de anjos que se abraçam para os converter em casais mistos, de masculinos e femininos. Na ópera, pode-se ver um exemplo em L'Orfeo de Claudio Monteverdi, que ignora a parte da vida pederástica recolhida por Angelo Poliziano, na que se baseia o argumento.

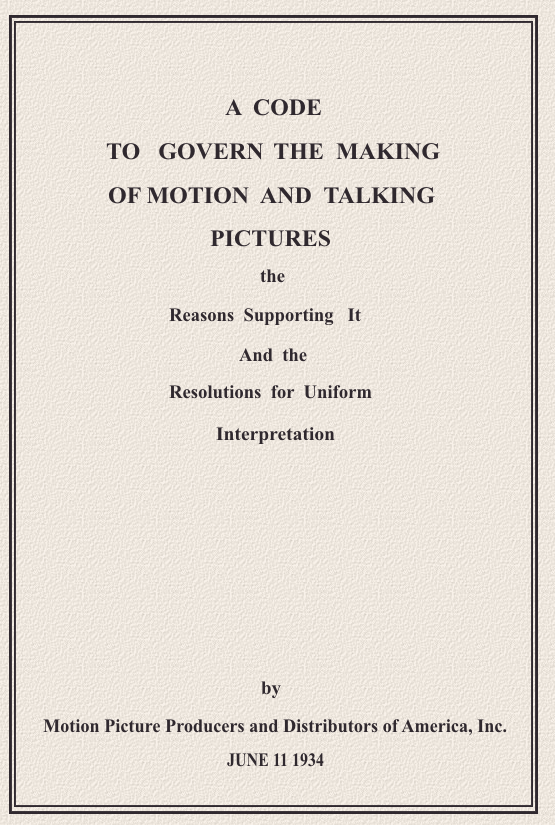
Capa da edição de 1934

No teatro, na televisão e no cinema, o fenômeno tem sido amplamente estudado. O exemplo mais claro foi o Código Hays, adotado de forma voluntária pela indústria do cinema estadounidense, entre 1930 e 1961, que proibia a representação da homossexualidade no cinema. Qualquer adaptação de uma história de amor homossexual era automaticamente convertida numa história heterossexual. Um exemplo relativamente recente é O último imperador (1987), de Bernardo Bertolucci, que ignora por completo a homossexualidade do imperador Pu Yi, o convertendo em heterossexual nas cenas eróticas com concubinas.
De fato, Alberto Mira afirma que "inclusive quando se admitem outros rasgos de 'diferença': o autor pode ser alcoólico, assassino, violento ou tacanho, belicista, ou fascista, qualquer coisa menos homossexual". Os biógrafos tendem a negar a homossexualidade como posição criativa.

### Autocensura
Muitos poemas de autores homossexuais estão escritos num código que primeiro deve ser decifrado. Exemplos antigos são Francesco Berni, um cura italiano do princípio do século, cujos inocentes poemas, uma vez decifrados, são bastante obscenos. Do século XVI, são os textos de autores como Edmund Spenser e John Donne. Uma boa parte da poesia uranista usava palavras-chave, como earnest, "sério», para nomear o amor pederasta. Também a poesia da Geração de 27 está cheia de símbolos e expressões que devem ser  decifrados para entender seu homoerotismo, como é o caso de obras de García Lorca, Dalí, Cernuda, Gil-Albert e Prados.

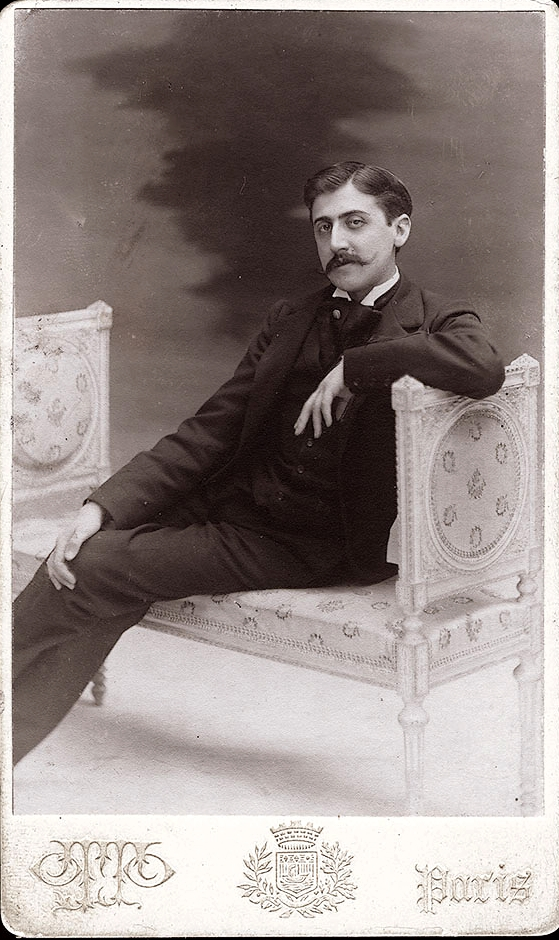
Marcel Proust

Naturalmente, o sistema mais fácil de ocultar um amor homossexual é convertê-lo em heterosexual, é a chamada "estratégia Albertine". O termo tem sua origem na novela Em busca do tempo perdido de Marcel Proust, cuja protagonista, Albertine, por quem o narrador, Marcel, sente um amor obsessivo, é um retrato do motorista Agostinelli. Um dos motivos pelos que Proust realizou esta mudança foi para evitar a marginalização, por não falar do escândalo, que a obra tivesse sofrido de ter sido publicada como história homossexual. Entre os autores que têm empregado esta estratégia estão W. Somerset Maugham em Of human bondage, E. M. Forster em Where angels ear to thread, e Willa Cather em My Antónia. Em poesia, Lord Byron dedica a uma mulher os poemas chamados "Thyrza", quando na realidade são dedicados ao corista John Edlestone, por quem Byron se apaixonou em Cambridge e que tinha falecido recentemente. Whitman também heterossexualizou o texto "Once I Pass'd through a Populous City" de sua antologia Children of Adam (1860), convertendo um homem que se "agarrava apaixonadamente" a ele numa mulher. Whitman chegou inclusive ao extremo de negar sua homossexualidade numa carta a Symonds. Inclusive o próprio Michelângelo heterossexualizou alguns de seus poemas em suas primeiras versões (como é o caso dos sonetos 230 e 246).
Outra forma de autocensura é a não-publicação de determinadas obras de conteúdo homossexual, não necessariamente homoerótico. É uma estratégia muito usada, por exemplo, na Itália dos séculos XIX e XX, como por Aldo Palazzeschi ou Giovanni Comisso. Também foi o caso da novela Maurice, de E. M. Forster, que não foi publicada até 1971. A autobiografía de Symonds, escrita entre 1889 e 1893, não foi publicada até muito depois (1984), por desejo expresso do autor. A novela Q.E.D. de Gertrude Stein escrita em 1903 só foi publicada em sua totalidade em 1971, quase 30 anos após sua morte.

### Destruição

#### Na Europa
O desaparecimento de obras antigas que tratam da homossexualidade ou da pederastia é completa. Obras conhecidas por terem sido citadas, mas que não existem mais incluem Os pederastas de Dífilo, as obras de teatro Ganímedes e Os afeminados de Cratino, quatro obras de Ésquilo, a tragédia Chrisipo de Eurípides, e O amante de Aquiles de Sófocles. Existiram pelo menos uma dúzia de comédias intituladas Safo que provavelmente tomavam a paixão da poetisa pelas mulheres de forma humorística. Todas elas desaparecidas. Até que ponto isto é parte do desaparecimento geral das obras da Antiguidade não se pode dizer, mas é significativo que nenhuma delas tenha sobrevivido.

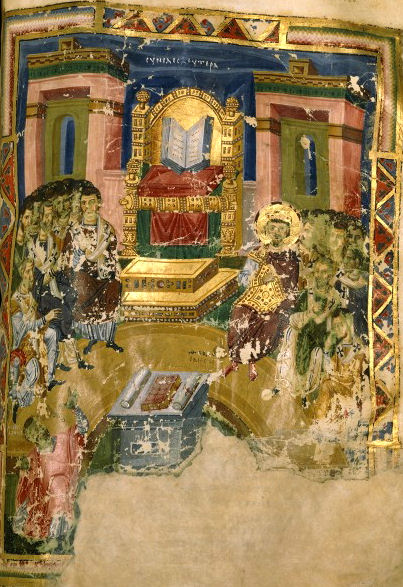
Primeiro concílio ecumênico de Constantinopla

A cristianização do Império Romano, com a consequente ilegalização da homossexualidade, foi de novo um passo na ocultação do amor entre homens. O primeiro concílio ecumênico de Constantinopla não só condenava o paganismo, mas confirmava a pena de morte para a homossexualidade. No Ocidente, no século XI, o papa Gregório VII mandou destruir toda a informação que estivesse guardada. Outra fonte de informação sobre a sodomia medieval tem sido os relatórios de processos e condenações, mas a maioria se perdeu, já que existia o costume de queimar o relatório do processo com os sodomitas, porque considerava-se que a informação era muito vergonhosa ou perigosa.
As lésbicas têm sido especialmente afetadas pela destruição de sua memória cultural. Como exemplos modernos se pode citar a destruição de poemas de Christina Rossetti por seu irmão, poemas sem nenhum tipo de conotação sexual, pelo simples fato de que eram poemas de amor dirigidos a outra mulher. Não se conserva nenhuma das cartas escritas por Ellen Nussey a Charlotte Brontë, cujo marido se encarregou de destrui-las por sua "linguagem apaixonada". Diversas linhas de uma carta de Mary Wollstonecraft a Fanny Blood, onde descrevia sua paixão por ela, foram destruídas por algum "estudioso bem intencionado". Willa Cather destruiu as cartas dirigidas a Isabelle McClung ao longo de 40 anos. Lorena Hickok, possivelmente amante de Eleanor Roosevelt, destruiu suas cartas depois da morte de Roosevelt. A lista é muito longa e inclui cartas ou obras de Emily Dickinson, Sarah Orne Jewett etc.

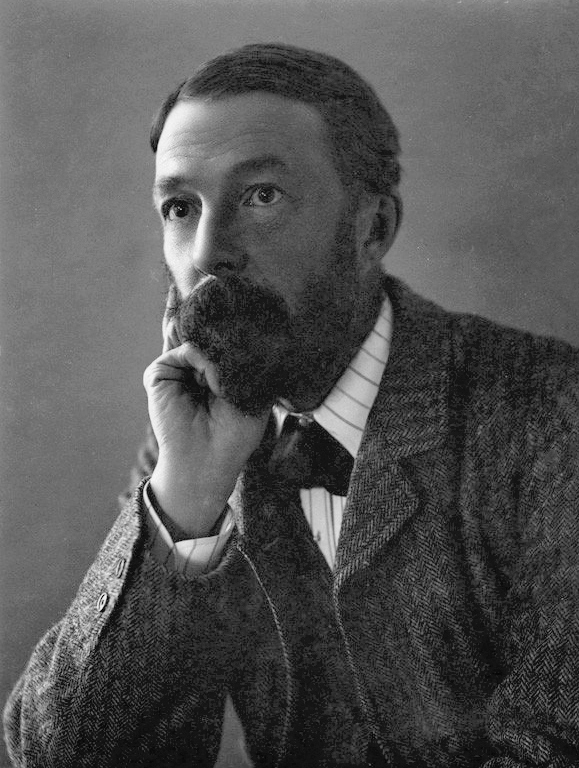
Symonds por Eveleen Tennant

Entre os casos que afetam homossexuais masculinos, a esposa de Richard Burton destruiu uma história da homossexualidade ele estava escrevendo. A esposa de C. R. Ashbee destruiu seu caderno de notas Confessio Amantis, que possivelmente falava de seu amor com um homem. Uma caixa com papéis de Thomas Lovell Beddoes desapareceu com todo seu conteúdo; que estava guardada em segredo por Robert Browning. Os papéis de Edward Lear foram destruídos por seu editor quando ele morreu. A esposa de John Addington Symonds proibiu um amigo gay de seu marido, Horatio Forbes Brown, de mencionar a homossexualidade de Symonds na biografia que pensava escrever. Quando Symond morreu, o texto foi legado a Edmund Gosse, que eliminou toda referência a Brown que pudesse ter sido deixada. Posteriormente, Brown e o bibliotecário da Biblioteca de Londres queimaram todos os papéis de Symonds, incluindo o diário pessoal, cartas a outros homossexuais e notas para uma história da homossexualidade que Symond pensava em publicar junto com Ellis. Sobrou apenas a biografia de Symond. Outros autores sujas obras têm sido destruídas ou ocultadas incluem T. S. Eliot, A. E. Housman, Yukio Mishima, Ludwig Wittgenstein, James Baldwin etc.

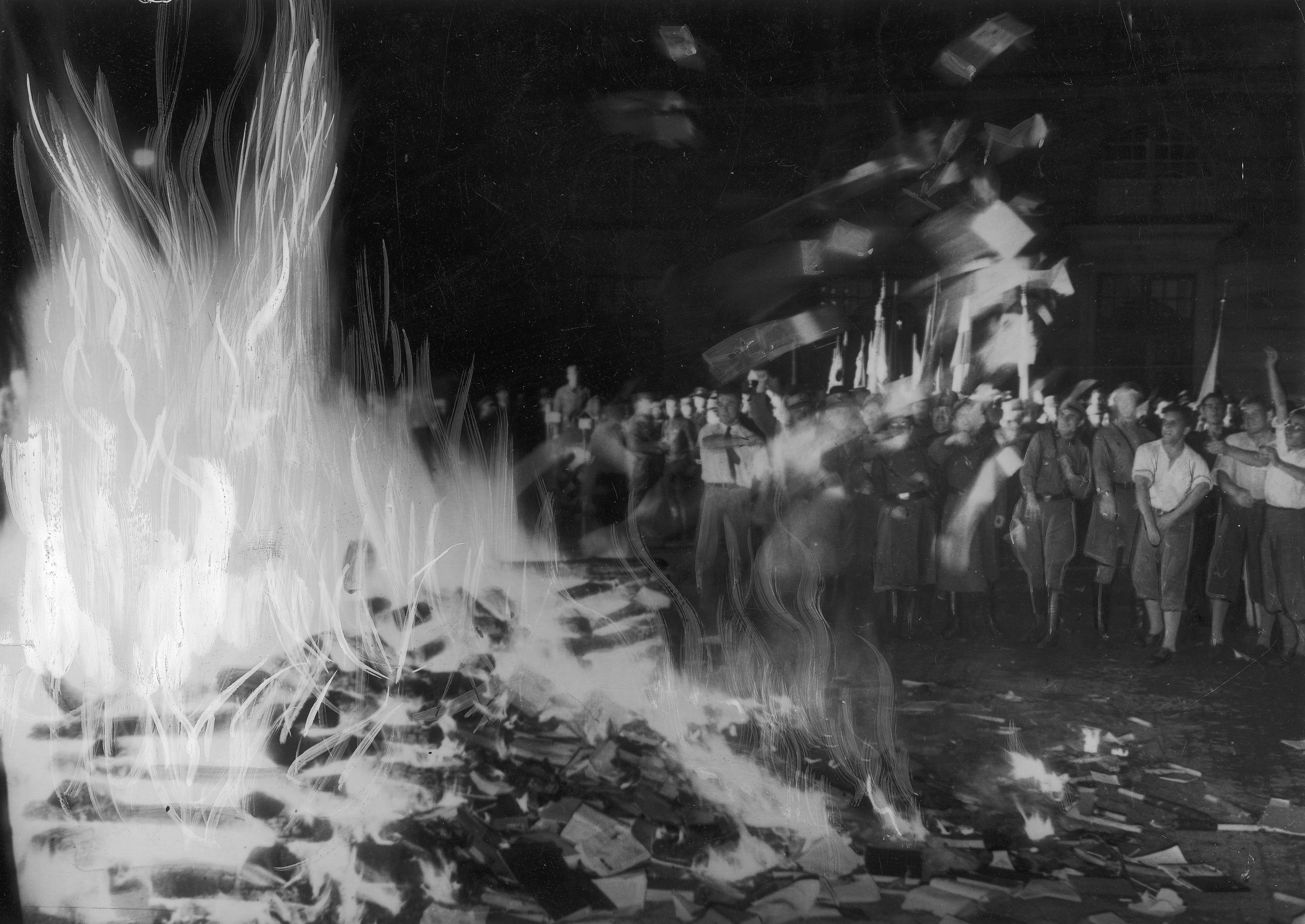
Queima de livros na Praça da Ópera, em Berlim, em 10 de maio de 1933. Em sua maioria procediam do Comitê científico humanitário.

O caso mais claro e violento foi o saque da biblioteca do Comitê Científico Humanitário por parte dos nazistas e a queima pública de livros em frente à Universidade de Berlim, junto com outras obras "contrárias ao espírito alemão", em 10 de maio de 1933. Dois caminhões foram despejados na fogueira: 12.000 livros, 35.000 fotografias, e milhares de manuscritos originais. O fato converteu-se em ícone da barbárie nazista e as imagens são bem conhecidas; no entanto, poucas pessoas são conscientes de que uma grande parte da cultura destruída era cultura LGBT.

Outra razão para o desaparecimento da informação sobre os homossexuais é a habitual destruição dos papéis e cartas de solteiros sem descendência. Cartas eram usadas para condenar homossexuais à prisão, como na década de 1950 com Lord Montague of Beaulieu, Peter Wildeblood, jornalista do Daily Mail, ou Michael Pitt-Rivers. Michael Davidson, jornalista do The Observer, destruiu duas malas de cartas, diários e fotos de seus amigos, e parece que não foi o único. Com frequência, no final das cartas era escrito "por favor, destruir esta carta". Outra onda similar ocorreu depois do escândalo provocado pelo poço da solidão, cujo caso mais extremo foi o da poetisa Charlotte Mew, que destruiu grande parte de sua própria obra e se suicidou.

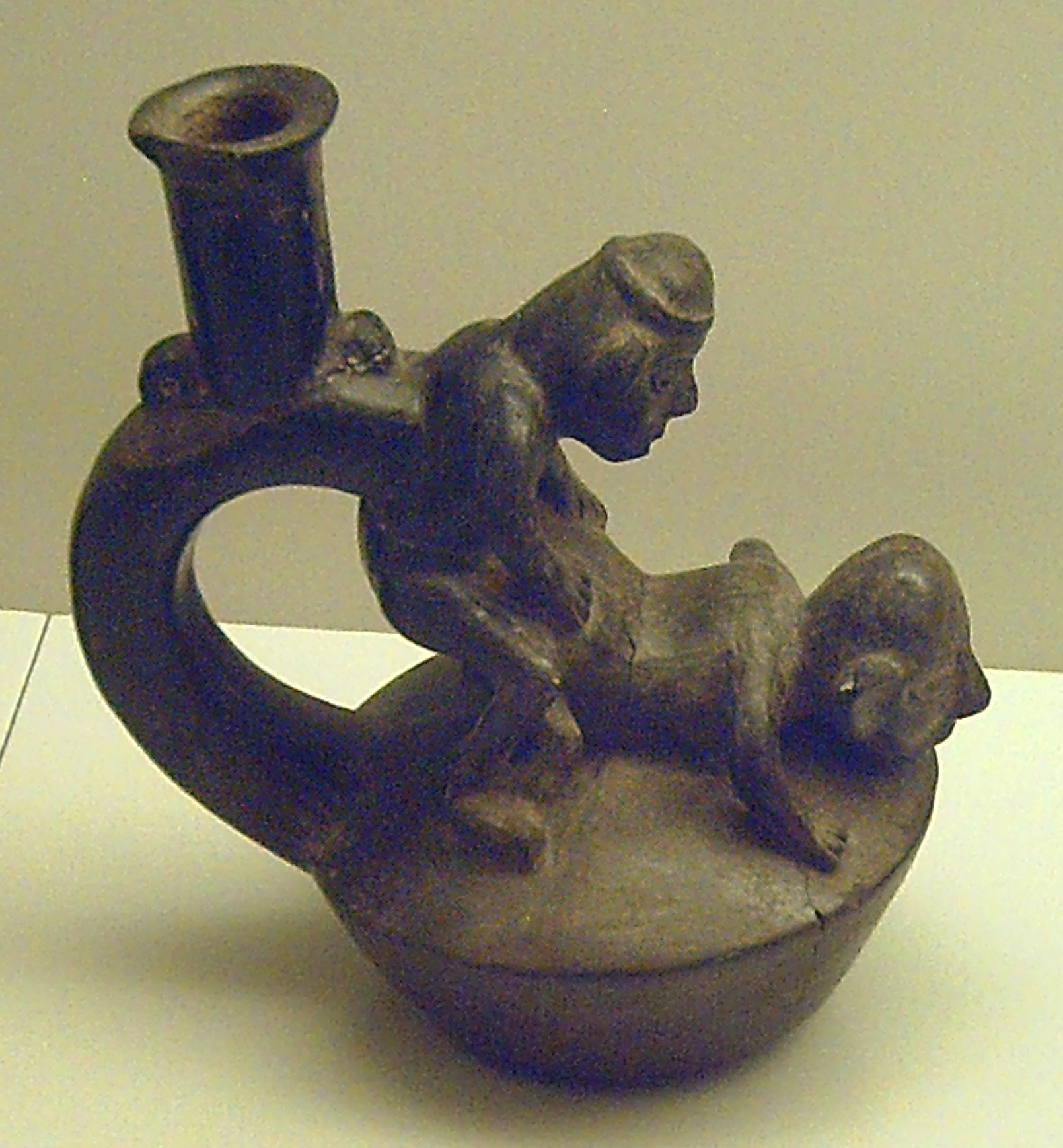
Cerâmica homoerótica Chimú.

#### Na América
Também existem exemplos nos países hispânicos. Além da destruição durante a invasão de América, onde se confundia a homossexualidade com práticas demoníacas, a exclusão chega até o século XX: quando se encontravam no Peru cerâmicas moche com representações homoeróticas, com frequência eram destruídas porque se consideravam "insultos à honra nacional".

#### Na Índia
Entre as décadas 1920 e 1950, Gandhi enviou grupos de devotos aos templos da Índia para destruir as imagens eróticas dos templos budistas em campanhas de "limpeza sexual". Sobretudo, aquelas homoeróticas em templos do século XI serviriam para reescrever a posteriori a história da índia, eliminando qualquer vestígio de homossexualidade e, em consequência, dando a entender que a homossexualidade era uma "doença" ocidental importada. A situação suavizou-se posteriormente por influência de Tagore, mas renovou seu impulso com Nehru. A destruição só foi documentada em parte por Raymond Burnier, parceiro de Alain Daniélou, e, apesar da oposição e irritação de seu amigo Nehru, só foram conhecidas depois de sua publicação.

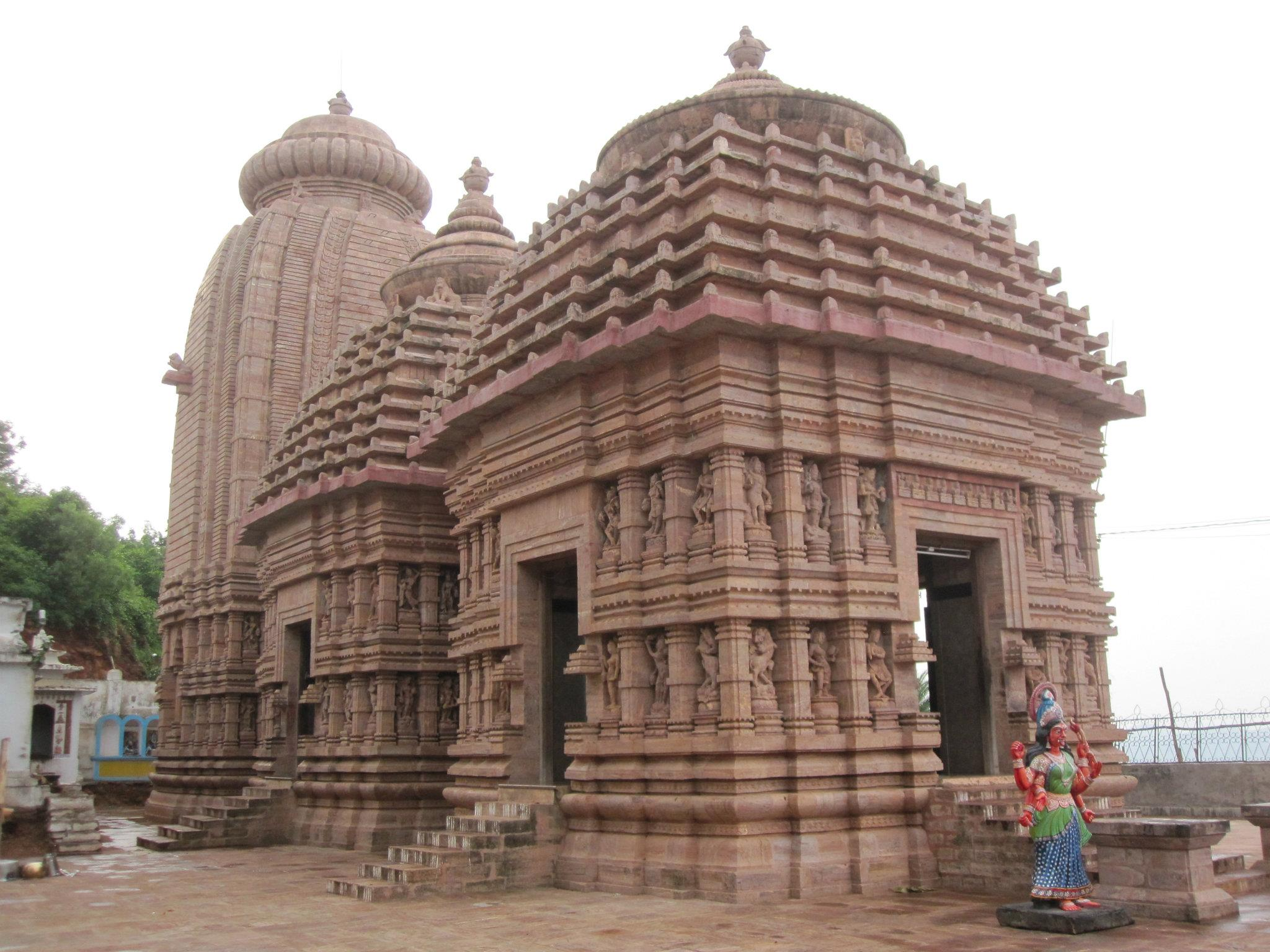
Templo Tara Tarini

A destruição tem continuado até nossos dias em Guzerate, como documentava em 1996 a estudiosa Giti Thadani no tempo de Lingraj, em Bhuveneshvar, e em Tara Tarini, o templo das gêmeas lésbicas, onde o abraço entre as deusas tem sido reconvertido num abraço heterossexual. A crença de que a homossexualidade tem sido importada do ocidente está tão assentada na sociedade indiana, que, em 1993, Shivananda Khan, fundador da organização de luta contra o aids Naz Project, visitou a Daniélou em Roma procurando "provas de que os [povos] asiáticos têm desfrutado do sexo gay durante séculos". Como consequência do uso das fotos pelo Naz Project, a unidade de proteção aos meninos da Scotland Yard iniciou uma investigação por distribuição de pornografia que quase provocou a destruição da organização.

### Proteção da intimidade

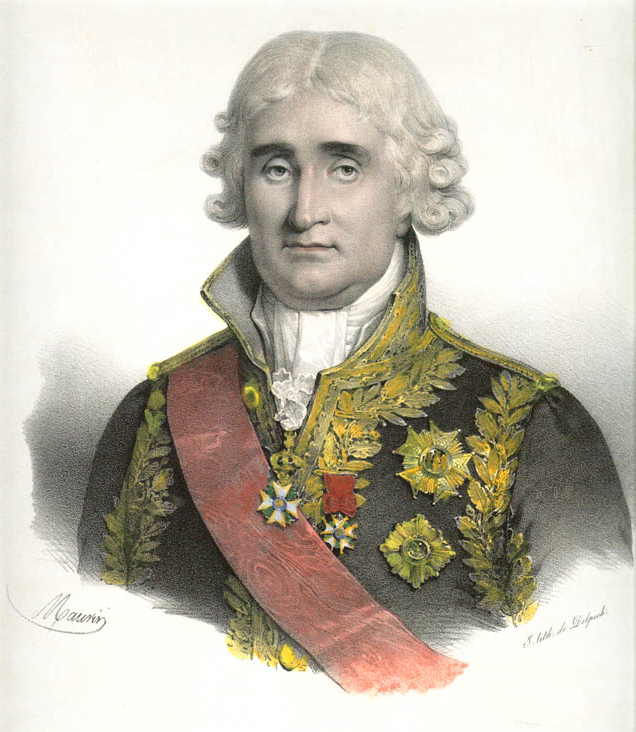
Jean-Jacques-Régis de Cambacérès

Muitas famílias dificultam o acesso ou ocultam informação e textos para "proteger a intimidade" ou a "honra" dos mortos. Os casos de ocultação de informação que pudesse "comprometer" o afetado se estendem até os finais do século XX. Por exemplo, quando o biógrafo de Ludwig Wittgenstein, William Warren Bartley, revelou em 1973 que Wittgenstein era homossexual, foi duramente criticado por amigos e admiradores do filósofo, mesmo existindo um diário codificado em que Wittgenstein relata suas aventuras sexuais nos arredores de Viena. O caso mais espetacular de homossexualidade conhecida e notória na época é o de Jean-Jacques Régis de Cambacérès (1753-1824), o chanceler de Napoleão Bonaparte, cujos herdeiros ainda se negavam a publicar suas memórias em 1979.
Outros casos são inclusive mais difíceis de elucidar. A família de Cole Porter proibiu Michael Bronski de publicar seis linhas da canção satírica Farming, que continha texto sobre um "touro formoso, mas gay", porque não queriam que aparecesse em um "contexto rico". Em 1978, a South Caroliniana Library tentou evitar que Martin Duberman publicasse extratos de cartas de amor escritas por Thomas Jefferson Withers a homens em 1826. Na década de 1990, proibiu-se Lillian Faderman de publicar poemas de Edna St Vincent Millay em sua antología Chloe Plus Olivia (1994), porque "Estes poemas não são apropriados para sua coleção, já que Millay não escrevia literatura lésbica. Ela escrevia poesia —pura e simples". A Fellowship of the School of Economic Science de Londres, proibiu o uso de suas traduções de cartas do filósofo do século XVI Marsilio Ficino em uma antologia de cartas de amor homossexual.
Todos estes exemplos mostram as dificuldades que os estudiosos do tema enfrentam e a extensão e importância do fenômeno.

#### Federico García Lorca

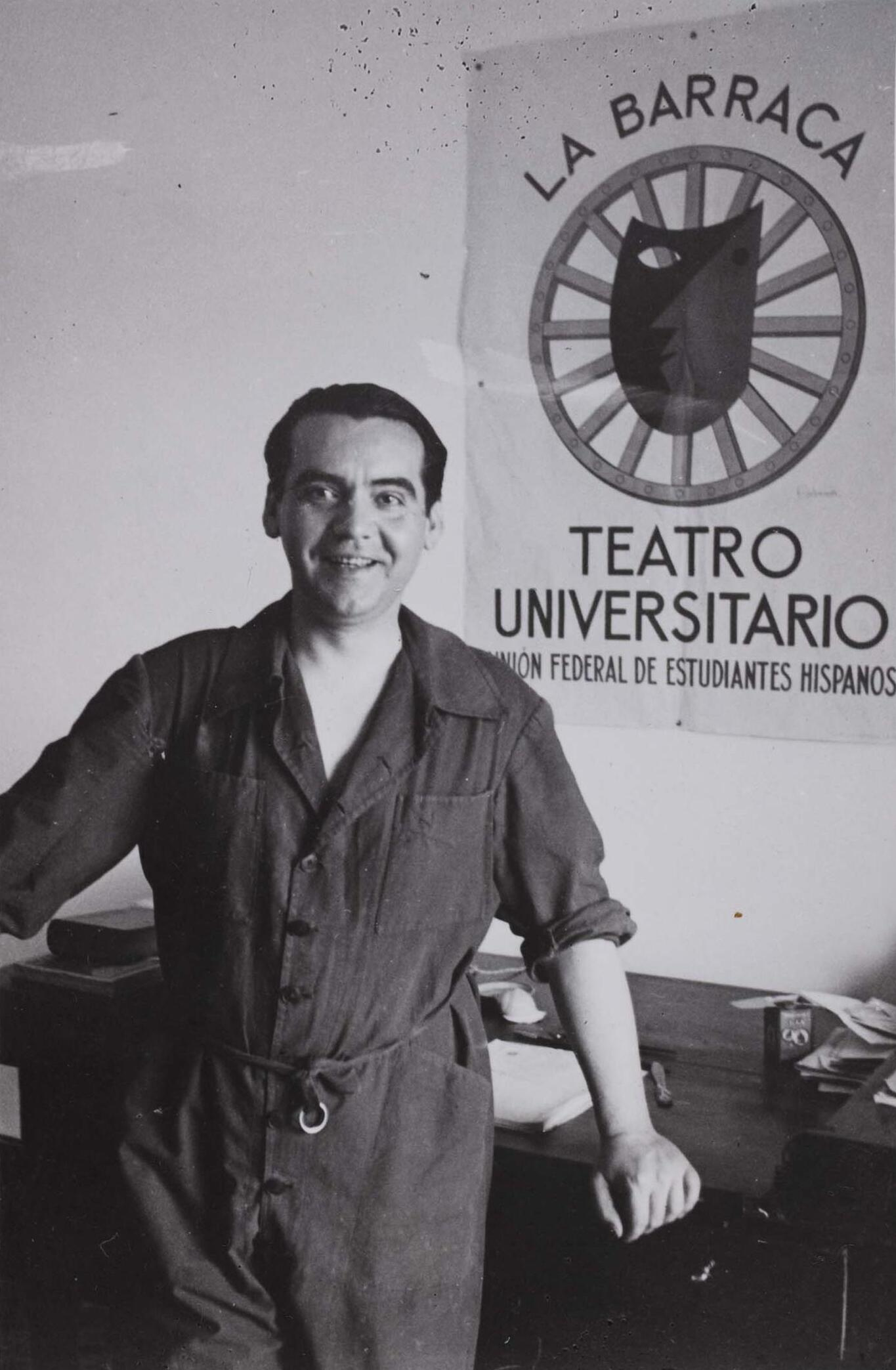
Federico García Lorca

Federico García Lorca é uma das figuras centrais da literatura em espanhol do século XX. Apesar de ser um autor amplamente estudado, sua homossexualidade segue sendo um "segredo culpado" para os estudiosos, que não reconhecem o homoerotismo como elemento para entender sua obra. Apesar de ter sido suavizado com o tempo, Ian Gibson assinala que a vontade de "olhar para outro lado" e ignorar o evidente já era um mecanismo muito forte durante a vida de Lorca, uma conspiração do silêncio que deixava muito claro ao poeta que não seria bem recebido se fizesse questão de revelar sua sexualidade.
Ángel Sahuquillo, autor de Federico García Lorca e a cultura da homossexualidade, assinala que conhecidos da família de Lorca, como Philip Cummings ou Doce María Loynaz, destruíram manuscritos em que a orientação sexual do poeta era muito evidente. A censura mais clara foi o longo tempo que a família esperou para publicar suas obras mais homoeróticas. Os Sonetos do amor obscuro foram escritos em novembro de 1935 e só vieram a público em dezembro de 1983, em uma publicação pirata anônima de 250 cópias. Curiosamente, a parte mais polêmica não eram os poemas em si, onde o sexo do amado não aparece, mas o título. Assim, foram publicados no jornal ABC com o título de Sonetos de amor, ignorando o componente homoerótico. A obra de teatro O público, escrita no início da década de 1920, não foi publicada mais ou menos completa até 1978. Desgraçadamente, o desaparecimento ou a destruição de obras de Lorca relacionadas com a homossexualidade, ainda que não só essas, foi uma constante. Como exemplo podem-se mencionar os manuscritos de A bola negra, uma obra teatral que tratava sem rodeios da repressão dos homossexuais pela sociedade, e A destruição de Sodoma, que também tratava do tema. Naturalmente, também não foi favorecedor para sua conservação que García Lorca fosse descuidado com seus manuscritos e preferisse a transmissão oral à escrita, nem a resistência da família de publicar qualquer texto relacionado com a sexualidade de Lorca.
Daniel Eisenberg resume a censura da obra de Lorca nos seguintes pontos:
- o assassinato do autor, a última forma de censura; como diria Ramón Ruiz Alonso durante a detenção de Lorca, "Tem feito mais dano com sua pluma que outros com suas pistolas";
- a destruição de seus manuscritos;
- a censura da publicação de suas obras; e
- a alteração de suas obras.

De fato, a censura não só inclui a obra literária, mas também os desenhos, que têm sido ocultados durante muitos anos ou alterados para sua publicação. Ademais menciona outras duas formas indiretas de censura: a censura da censura, isto é, a ocultação da censura que tem sofrido a obra de Lorca, e a censura da informação secundária sobre Lorca e sua vida amorosa.

### Etnografia
Greenberg resume os problemas metodológicos que os etnógrafos têm em seu trato com a homossexualidade da seguinte maneira:
- os antropólogos com frequência ignoram o tema por medo a que se lhes acuse de ter participado eles mesmos;
- temem que não se lhes deixe voltar a pesquisar no lugar;
- simplesmente são obtusos.

Por exemplo, ainda em 1980, um antropólogo assumia que não se podia ter comportamento homossexual numa sociedade de Papua-Nova Guiné, onde se tinha documentado homossexualidade ritual desde o século XIX, apesar de ter sido testemunha de abundante contato físico entre homens.
Durante o século XIX, os antropólogos e os etnógrafos só documentavam comportamentos homossexuais que se ajustassem a seus preconceitos, isto é, daqueles indivíduos passivos ou afeminados, ignorando os ativos ou masculinos. Ademais, a variedade de comportamentos e atitudes em frente à homossexualidade dos diferentes povos era simplificado sob termos desrespeitosos como "sodomita", "hermafrodita" ou "catamita". Por exemplo, os aikane hawaianos são literalmente "homens que transam com homens" (sem nenhum tipo de conotação sobre o comportamento sexual ou a estrutura de idade), nos textos antropológicos, são incluídos na mesma categoria das pessoas transgênero.
A atitude, as opiniões e os comentários de etnógrafos, missioneiros, professores de escola, comerciantes, turistas e servidores públicos do governo têm tido uma grande influência na opinião sobre os povos afetados, que com frequência se envergonham de seus próprios costumes e acabam os eliminando ou  ocultando. Assim não é possível saber se muitos povos não conheciam a homossexualidade ou se simplesmente ela está sendo eliminada por influência do puritanismo ocidental.

### Exclusão do estudo
Até pelo menos a década de 1970, o estudo da homossexualidade não se considerava legítimo fosse do âmbito da sexologia, da medicina e da criminologia. Especialmente os historiadores estavam pouco dispostos a se "interessar pelas condutas privadas" e quando o faziam, só mencionavam brevemente os gostos "contra natura". Assim, o estudo estava limitado pelo que John Stuart Mill denominou de "coerção moral da opinião pública". As universidades, nos contados casos em que tratavam o tema, o faziam mencionando os mesmos preconceitos da sociedade em geral: a homossexualidade era um defeito das sociedades da Antiguidade, era uma "aberração" que aparece em situações de falta de mulheres (cárcere, monasterios etc.), os homossexuais eram "débeis, viciados, pervertidos, trastornados ou degenerados".
Por outro lado, todo historiador que se interessasse pelo tema "se arriscava a que lhe supusessem condutas duvidosas, como se procurasse no comportamento dos gregos uma justificativa para o levantamento das proibições impostas aos homossexuais ainda na Europa do século XX", como indica Maurice Sartre. Quiçá um dos exemplos mais antigos seja Jeremy Bentham (1748–1832), que deixou um manuscrito de 500 páginas que nunca publicou porque tinha medo de que o acusassem de sodomia, "em outros temas se espera que te sentes com a cabeça fria: mas neste tema se deixas entrever que não te sentaste com raiva, te traístes imediatamente". O texto não foi publicado até 1978. Existe inclusive um grupo de escritos de Bentham sobre a homossexualidade muito maior que o anterior, que nunca foram publicados.
Os estudos de Kinsey foram denunciados por muitos cientistas e catedráticos, de forma que o National Research Council acabou lhe pedindo à American Statistical Association (ASA) que revisasse a obra do sexólogo. Ainda que a revisão da ASA felicitou Kinsey por seu bom trabalho, essa revisão durou vários anos, ao longo dos quais lhe retiraram o financiamento, o silenciando de forma muito efetiva. Outro exemplo, na França, Daniel Guérin possuía má reputação por sua homossexualidade, mais do que por seu aberto esquerdismo. O excepcional filólogo e historiador Georges Dumézil sozinho pôde revelar sua homossexualidade na década de 1980, quando estava aposentado há mais de uma década. Mais recentemente, os acadêmicos que têm estudado e publicado temas LGBT têm sido acusados com frequência de maus cientistas, de ser mais militantes do que acadêmicos, de perverter o método científico para atingir seus fins políticos.
Mas inclusive, se apesar de tudo se queria estudar o tema, até pouco tempo era difícil ter acesso aos materiais necessários. Os livros e textos que se referiam à homossexualidade não estavam expostos ao público e só determinadas pessoas tinham acesso. Por exemplo, numa biblioteca de Washington D.C., em 1961, tinham os livros sobre homossexualidade trancados, e só "catedráticos, médicos, psiquiatras e advogados de criminosos loucos" tinham acesso a eles.

## Efeitos e reações
Pierre Albertini afirma que um dos resultados desta censura homofóbica tem sido o silêncio durante mais de 50 anos que têm sofrido as vítimas homossexuais do terror nazista. Os estudiosos do nazismo não consideraram os homossexuais como dignos de estudo, nem sequer dignos do status de vítimas.
George Chauncey comenta que "se a fome de saber histórico é tão forte entre os gays, é porque a história da homossexualidade tem sido negada durante muito tempo ou tem passado em silêncio, tem sido escamoteada no ensino e não tem podido beneficiar à família por meio da transmissão oral, à diferença do que tem existido no caso de outros grupos marginalizados".